# Óskar Jónsson
Óskar Gunnþór Jónsson (* 19. Juli 1925 in Dalvík; † 19. Januar 2016 ebenda) war ein isländischer Leichtathlet.

## Werdegang
Óskar Jónsson nahm an den Olympischen Sommerspielen 1948 in London teil. Sowohl im Rennen über 800 als auch über Rennen über 1500 Meter schied er jeweils im Vorlauf aus.